# Sason rameshwaram
Sason rameshwaram là một loài nhện trong họ Barychelidae. Loài này phân bố ờ Ấn Độ.